# Вышеградская песня
Вышеградская песня, также иногда Песня под Вышеградом или Любовная песня под Вышеградом (аббревиатура PV) — чешская рукопись, якобы найденная в период национального возрождения и ставшая одним из второстепенных предметов спора о подлинности рукописей. Принадлежит к числу древностей, найденных Ганкой или его окружением. Текст «Вышеградской песни» обычно публикуется вместе с текстами других рукописей — Краледворской, Зеленогорской и «Любовной песнью короля Вацлава».

## Открытие и публикация
Рукопись была первой найденной из спорных пергаментов, ее обнаружил Йозеф Линда в 1816 году. Это один лист, размера около 15 х 22 см, исписанный на одной стороне и содержащий 19 строк текста. Она, якобы, находилась в обложке большой книги, которая принадлежала жильцам дома, где жил Линда, и которую он использовал как подставку для ног. Линда позже, якобы, признался, что плохо читаемые буквы на пергаменте он из невежества так неуместно обвел. Название пергаменту дала первая часть песни, в которой воспевается Вышеград. Рукопись хранится в Национальном музее под названием «Песня под Вышеградом». Под тем же шифром 1 A b 4 в Национальном музее хранится рукописная копия текста, происхождение которой не известно, но на ней имеется приписываемое Йосефу Добровскому немецко-латинское примечание: «19 строк на листе пергамента нашел Линда».
Транскрипцию текста опубликовал в 1817 году тогдашний сосед Линды, предполагаемый первооткрыватель Краледворской рукописи Вацлав Ганка в первом томе труда «Starobylé skládání», где поместил его в период XIII—XIV века. В 1818 году текст опубликовал и Йосеф Добровский в своем немецкоязычном сочинении «История чешской речи и литературы» как образец старочешской поэзии.
Версии «Вышеградской песни» передавали в Национальный музей еще два раза: в 1856 году немецкий перевод, найденный якобы в городе Рабс-ан-дер-Тайя и антедатированный 1724 годом (с пометкой «Alt-böhmisches Lied», старочешская песня), и в 1933 году, так называемые Негативные отпечатки, найденные якобы в Граце в 1891 году.

## Подлинность
Уже в 1824 году Йосеф Добровский признал свое мнение ошибочным и назвал «Вышеградскую песню» подделкой. Подлинность рукописи в конце 1850-х изучила комиссия, в работе которой принял участие Павел Шафарик и которая пришла к выводу, что это подделка.
В 1886 году изучением рукописи занималась музейная комиссия во главе с профессорами Войтехом Шафариком и Антонином Белогоубеком. Она подтвердила, что шрифт имеет двойные линии (которые мог сделать Линда), в основном, отмечается, что во время химических анализов — в отличие от Краледворской рукописи — рукопись «Вышеградской песни» вела себя так же, как рукописи недавнего происхождения, а не средневековые.
В 1897 году даже появилось предположение, что экземпляр «Вышеградской песни» в Национальном музее — это «подделка подделки»: первую подделку заменили на более правдоподобную.
«Вышеградскую песню» исследовал Криминалистический институт, команда Иванова, в 1968—1971 годы с однозначным выводом: экземпляр из Национального музея является палимпсестом.

## Текст
Текст «Вышеградской песни» напоминает средневековую любовная лирику. Начинается патриотическим воспеванием Вышеграда и продолжается излияниями чувств влюбленного юноши. В чешской культуре «Песнь» не нашла большой отклик, в отличие от текста Краледворской или Зеленогорской рукописей (как говорят, она понравилась Карелу Махе).
Авторство обычно приписывается Вацлаву Ганке. Согласно Юлиусу Эндерсу текст «Песни» может быть записью какого-то более старого текста. В немецкой версии «Песни», переданной в Национальный музей в 1856 году, есть пометка «старая чешская песня». Возможное знание аналогичного, уже существующего текста, не противоречит гипотезе Зденки Данеша, что «Песню» мог для обучения записать начинающий писарь, который сохранил для дальнейшего использования пергамент, как довольно ценный материал.

## Современные издания
- Staročeské zpěvy hrdinské a milostné: Rukopisy královédvorský a zelenohorský. Vydání 1. Bílovice: Černý Drak, 2018. 143 stran. ISBN 978-80-907324-1-4. (Obsahuje oba Rukopisy v novodobé transkripci společně s Písní vyšehradskou a Milostnou písní krále Václava.)